# Кнорринг Андрій Романович
Андрій Романович Кнорринг (фон Кнорринг) (рос. Андрей Романович Кнорринг, 28 вересня 1862 — 29 березня 1918) — генерал-майор, із дворян Естляндської та Херсонської губерній, барон.

## Біографія

### Родина
Народився 28 вересня (10 жовтня) 1861 року. Віросповідання православне. Син лютеранина генерал-ад'ютанта Романа (Роберта-Олександра) Івановича фон Кнорринга та православної Юлії Андріївни (до шлюбу Різанової), брат Катерини Романівни Кнорринг (2 (14) серпня 1860 р.н.), брат генерал-лейтенанта Володимира Романовича Кнорринга (9 (21) вересня 1861 — 20 жовтня 1938).
По батькові походив із дворян Кноррингів Естляндської губернії. По матері походив із козацького старшинського роду Гетьманщини Бутовичів-Базилевичів — син Юлії Андріївної Різанової (1837 р.н.), онук поміщика Лозуватки, майора Андрія Романовича Різанова, правнук надвірної радниці Явдохи Григорівни Різанової (до шлюбу Бутович), праправнук судді (1754—1764) Слобідського козацького полку Григорія Івановича Бутовича, прапраправнук значкового товариша Івана Ільковича Бутка та прапрапраправнук сотника (1680, 1690) Зіньківської сотні Гадяцького полку Ілька Бутка († до 1695).
Баба Андрія Романовича Кнорринга, Різанова (до шлюбу Касинова) Ганна Михайлівна, відома діячка українського відродження в Єлисаветграді (нині Кропивницький).

### Кар'єра
До служби вступив 02 (14) вересня 1882 року. Закінчив Миколаївське кавалерійське училище. Випущений корнетом (ст. 14.08.1884) до 9-го драгунського Єлисаветградського полку.
Поручник (ст. 01.01.1885). Ад'ютант командувача військами Фінляндського військового округу з 15 (27) серпня 1887 року. Штабс-Ротмістр (ст. 26.02.1888). Чиновник для доручень при начальникові Головного штабу з 16 (28) грудня 1888 року. Штабс-Ротмістр (ст. 16.12.1888). Ротмістр (ст. 06.12.1895). Обер-офіцер для особливих доручень при Військовому Міністрі зверх штату з 12 (24) грудня 1898 року. Ад'ютант Військового Міністра з 02 (14) березня1899 року. Полковник (н. 1901; ст. 01.04.1901; за заслуги).
Учасник російсько-японської війни 1904–05 років. Перебував у розпорядженні командувача Манчжурською армією з 12 (24) лютого 1904 року. Ад'ютант командувача Манчжурською армією з 14 (26) квітня 1904 року. Виконувач обов'язків генерала для особливих доручень при Головнокомандувачі військ на Далекому Сході з 08 (20) грудня 1904 року. Перебував у розпорядженні командувача 1-ї Манчжурської армії з 11 (23) квітня 1905 року. Перебував у розпорядженні начальника Головного штабу з 18 (30) жовтня 1905 року.
Штаб-офіцер VI кл. для спеціальних доручень при Військовому Міністрі з 20 січня (1 лютого) 1906 року. Генерал-майор (н. 1909; ст. 06.12.1909; за заслуги). Генерал доручень при Військовому Міністрі з 06 (18) грудня 1909 року.
Учасник світової війни. Генерал для доручень при військовому генерал-губернаторові Галичини з 06 (18) жовтня 1914) року. Перебував у резерві чинів при штабі Київського військогового округу з 03 (15) червня 1916 року.
Помер у Києві 29 березня 1918 року.

## Нагороди
Орден Святої Анни 3-й ст. з мечами и бантом (1905)
Орден Святого Станіслава 2-й ст. з мечами (1905)
Орден Святого Володимира 4-й ст. з мечами і бантом (1906)
Орден Святого Володимира 3-й ст. (1911)
Орден Світого Станіслава 1-й ст. (1913)
Орден Святої Анни 1-й ст. (ВП 03.07.1915)
Орден Святого Володимира 2-й ст. (ВП 12.02.1916)